# Wallows
A Wallows Los Angeles-i alternatív rock zenekar, amelyet Dylan Minnette, Braeden Lemasters és Cole Preston alkot. Az együttes 2017 áprilisa óta ad ki önállóan dalokat, kezdve Pleaser című kislemezüktől, amely a Spotify Global Viral 50 slágerlista második helyét érte el.
2018-ban az együttes szerződést kötött az Atlantic Records lemezkiadó vállalattal, egy évvel később pedig kiadták debütáló stúdióalbumokat Nothing Happens címen. Második stúdióalbumok, a Tell Me That It's Over 2022-ben jelent meg.

## Története

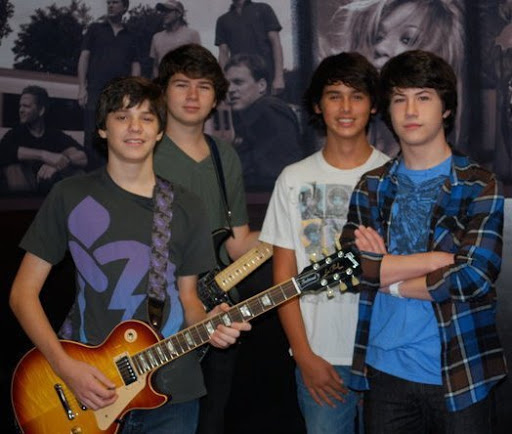
A zenekar tinédzserkorú tagjai az alakulás évében

Az együttest 2011-ben négy zenei programban tanuló tinédzser, Braeden Lemasters, Cole Preston, Dylan Minnette és Zack Mendenhall alapította Join the Band néven. Még ebben az évben megváltoztatták a zenekar nevét Feaverre, és részt vettek a Warped Tour nevű amerikai rock turnésorozaton. A The Narwhals nevet is használták, mielőtt 2017-ben véglegesítették nevüket Wallowsra, immár Mendenhall nélkül.
Már új nevükön adták ki első kislemezüket 2017 áprilisában, Pleaser címen. A dal sikeresnek bizonyult – a Spotify Global Viral 50 slágerlistáján második, a KROQ-FM helyi listáján pedig első helyen végzett. Az évben ezen kívül két új kislemezt, a Sun Tant és az Uncomfortablet adtak ki, valamint több Los Angeles-i klubban is teltházas koncertet adtak.

## Hatásaik
A zenekar több előadóra és együttesre is hivatkozott, mint a zenei stílusát formáló hatásra. Ezek többek között: az Arctic Monkeys, a The Strokes, a The Libertines, az Arcade Fire, Kanye West és a The Smiths.

## Tagjai
- Dylan Minnette – ének, ritmusgitár, billentyűs hangszerek, basszusgitár
- Braeden Lemasters – ének, szólógitár, basszusgitár
- Cole Preston – dob, gitár, billentyűs hangszerek, zongora, ének (Quarterback, On Time)

## Diszkográfia

### Stúdióalbumok
- 2019 – Nothing Happens
- 2022 – Tell Me That It's Over

### Középlemezek
- 2014 – The Narwhals
- 2018 – Spring
- 2020 – Remote

### Kislemezek
- 2017 – Pleaser
- 2017 – Sun Tan
- 2017 – Uncomfortable
- 2017 – Pulling Leaves Off Trees
- 2018 – Pictures of Girls
- 2018 – These Days
- 2018 – Underneath the Streetlights in the Winter Outside Your House
- 2018 – 1980s Horror Film II
- 2018 – Drunk on Halloween
- 2019 – Are You Bored Yet? (Clairo közrem.)
- 2019 – Scrawny
- 2019 – Sidelines
- 2019 – Trust Fall/Just like a Movie
- 2020 – OK
- 2020 – Nobody Gets Me (like You)
- 2020 – Virtual Aerobics
- 2021 – Quarterback

## Díjak és jelölések
| Év   | Díj                     | Kategória                                | Jelölés tárgya                      | Eredmény | Forr.  |
| ---- | ----------------------- | ---------------------------------------- | ----------------------------------- | -------- | ------ |
| 2020 | MTV Europe Music Award  | Legjobb push előadás                     | Wallows                             | Jelölve  | [ 12 ] |
| 2021 | MTV Video Music Awards  | Az év push előadása                      | Are You Bored Yet? (Clairo közrem.) | Jelölve  | [ 13 ] |
| 2021 | iHeartRadio Music Award | Legjobb új rock / alternatív rock előadó | Wallows                             | Jelölve  | [ 14 ] |

## Turnék
- Nothing Happens Tour (2019 – 2020)[15]
- Tell Me That It's Over Tour (2022 – 2023)[16]

## Fordítás
- Ez a szócikk részben vagy egészben  a   Wallows című angol Wikipédia-szócikk ezen változatának fordításán alapul.  Az eredeti cikk szerkesztőit annak laptörténete sorolja fel. Ez a jelzés csupán a megfogalmazás eredetét és a szerzői jogokat jelzi, nem szolgál a cikkben szereplő információk forrásmegjelöléseként.